# 1611 Beyer
Az 1611 Beyer (ideiglenes jelöléssel 1950 DJ) a Naprendszer kisbolygóövében található aszteroida. Karl Wilhelm Reinmuth fedezte fel 1950. február 17-én, Heidelbergben.